# ووشان (تشونغتشينغ)
محافظة ووشان (بالصينية: 巫山) تقع في مقاطعة تشونغتشينغ، في الجنوب الغربي لجمهورية الصين الشعبية، تغطي محافظة وشان رسمياً مساحة تقارب 2958 كيلومترًا مربعًا اعتبارًا من عام 2013 وتضم اقليمين و 24 مدينة و 307 قرية و 33 لجنة أحياء. حسب الاحصائية العامة لحكومة المحافظة لعام 2017 بلغ عدد السكان المسجلين في محافظة ووشان حوالي 636.900 نسمة وفي نفس العام، بلغ الناتج المحلي الإجمالي الإقليمي لمحافظة وشان 11.615 مليار يوان ، بزيادة سنوية قدرها 10.0٪. بلغت القيمة المضافة للصناعة الأولية 2.354 مليار يوان، والقيمة المضافة للصناعة الثانوية 3.804 مليار يوان ، والقيمة المضافة للصناعة الثالثة 5.457 مليار يوان. 20.3: 32.8: 46.9.

## الموقع والاحداثيات
تقع محافظة ووشان في الشمال الشرقي من مدينة تشونغتشينغ ، في قلب منطقة تدعى خزان المضائق الثلاثة، عبر ضفاف وادي وو لنهر اليانغتسي، وتحد كل من مقاطعة بادونغ في هوبي في الشرق، ومحافظة جيانشي في هوبي في الجنوب، ومحافظة فنغجي في الغرب ومحافظة ووشي في الشمال، تتشكل احداثيات محافظة ووشان بين 109 درجة 33 درجة -110 درجة 11 درجة شرقًا و 30 درجة 45 درجة -23 درجة 28 درجة شمالًا وتبلغ مساحتها الكلية 2958 كيلومتر مربع.

## الموارد الطبيعية
تعد محافظة ووشان غنية بالموارد الطبيعية المتعددة، بما في ذلك المعادن الحديدية ، والمعادن غير الحديدية ، والمواد الخام الكيميائية ، والمعادن غير المعدنية، يعد احتياطي الفحم والحديد والبيريت والحجر الجيري والكبريت أكبر احتياطي ، حيث يبلغ 170 مليون طن و 153 مليون طن على التوالي. 100 مليون طن 50 مليون طن

### الموارد البيولوجية
تشمل الحيوانات النادرة في محافظة ووشان القرود الذهبية، والضباع ، والحيوانات البرية ، والغزلان ذو الشفاه البيضاء ، والبط الماندرين ، والسمندل العملاق ، والدراج ذو القرون الحمراء ، والتدرج الأحمر ذو الذيل الأبيض ، والدراج الأحمر ذو الذيل الأخضر ، وقرود المكاك ، والبانجولين ، وثعالب الماء ، والزباد الكبير ، وقطط الزباد الصغيرة ، والوشق. هناك أكثر من 100 نوع من الطيور البرية ، والغزلان الأحمر ، والغورال ، والدراج ذو التاج الأبيض ، والديك الذهبي ، وأكثر من 50 نوعًا من الحيوانات البرية مثل ابن آوى والذئاب والدببة والخنازير البرية والغزلان. تشمل النباتات النادرة فاكهة الكيوي ، وفول الصويا البري ، والبرسيم ، والبرتقال ، والتوت ، والكمثرى الشائكة ، والكافور ، وشجرة اليانغ المزدوجة ، والجنكه ، والفاصوليا الحمراء ، ودافيديا إنفولوكراتا ، وخشب الأرز ، والأوكوميا

### موارد المياه
تتمتع مقاطعة ووشان بأمطار غزيرة ، والعديد من الجداول والأنهار ، مع احتياطي نظري للطاقة الكهرومائية يبلغ 274.23 مليون طن وحجم قابل للتطوير يبلغ 3.52 مليون كيلووات 